# Kaviar-Diplomatie
Als Kaviar-Diplomatie (aserbaidschanisch Kürü diplomatiyası, englisch Caviar diplomacy) wird eine Lobby-Strategie des Staates Aserbaidschan bezeichnet, die in kostenintensiven Einladungen und Geschenken an ausländische Politiker und Mitarbeiter internationaler Organisationen auf aserbaidschanische Kosten besteht.

## Aufdeckung durch die Europäische Stabilitätsinitiative

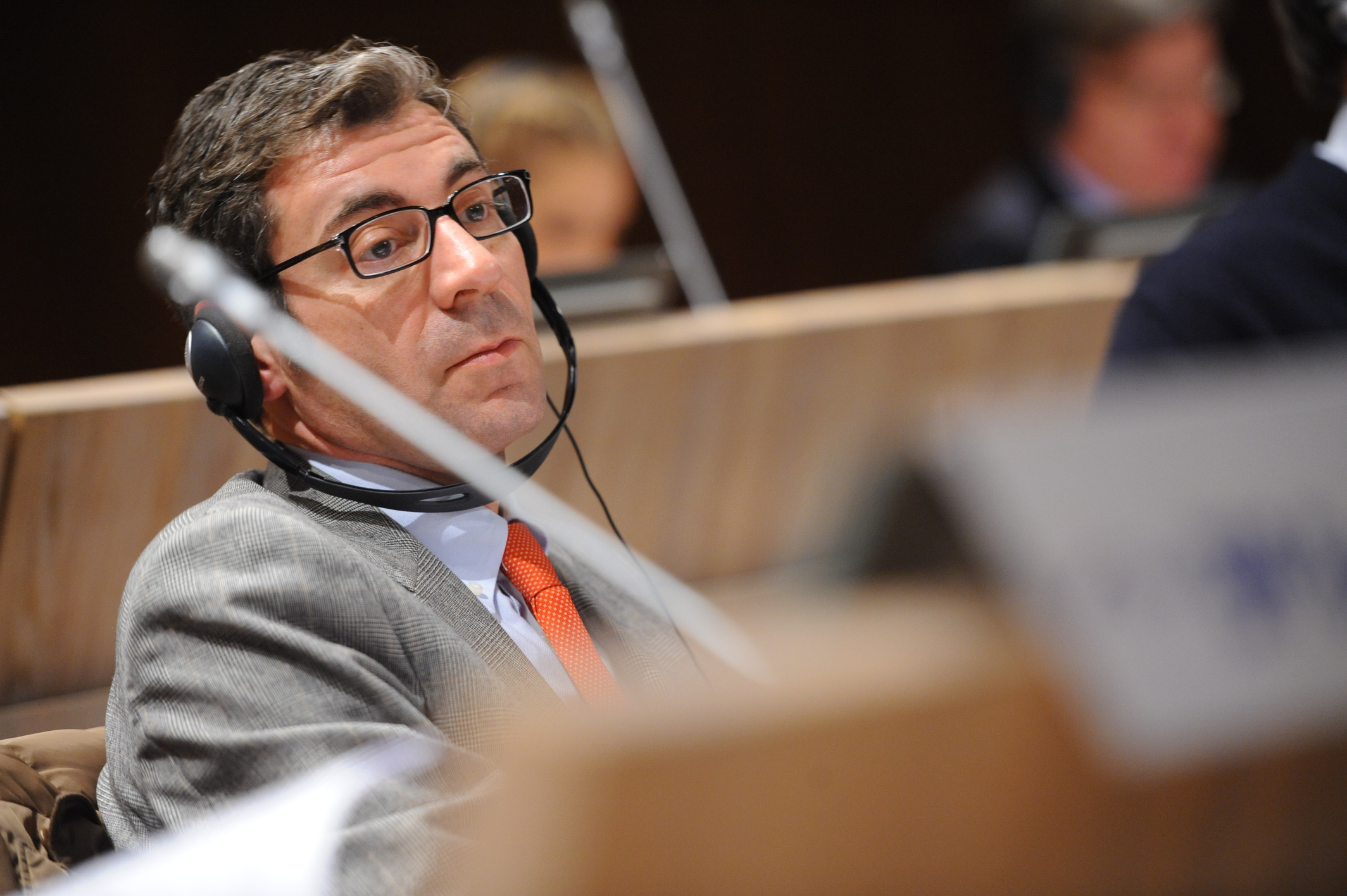
Luca Volontè (2011)

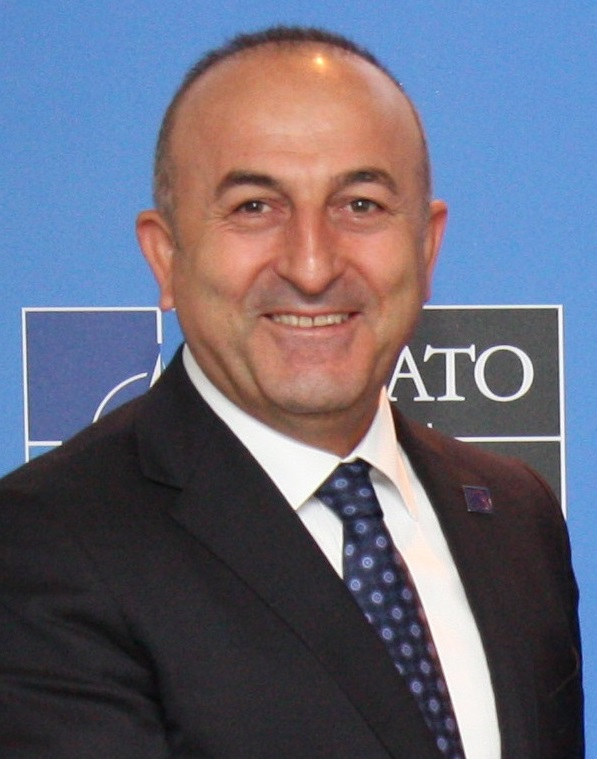
Mevlüt Çavuşoğlu, ehemaliger Präsident der Parlamentarischen Versammlung des Europarates und ehemaliger türkischer Außenminister

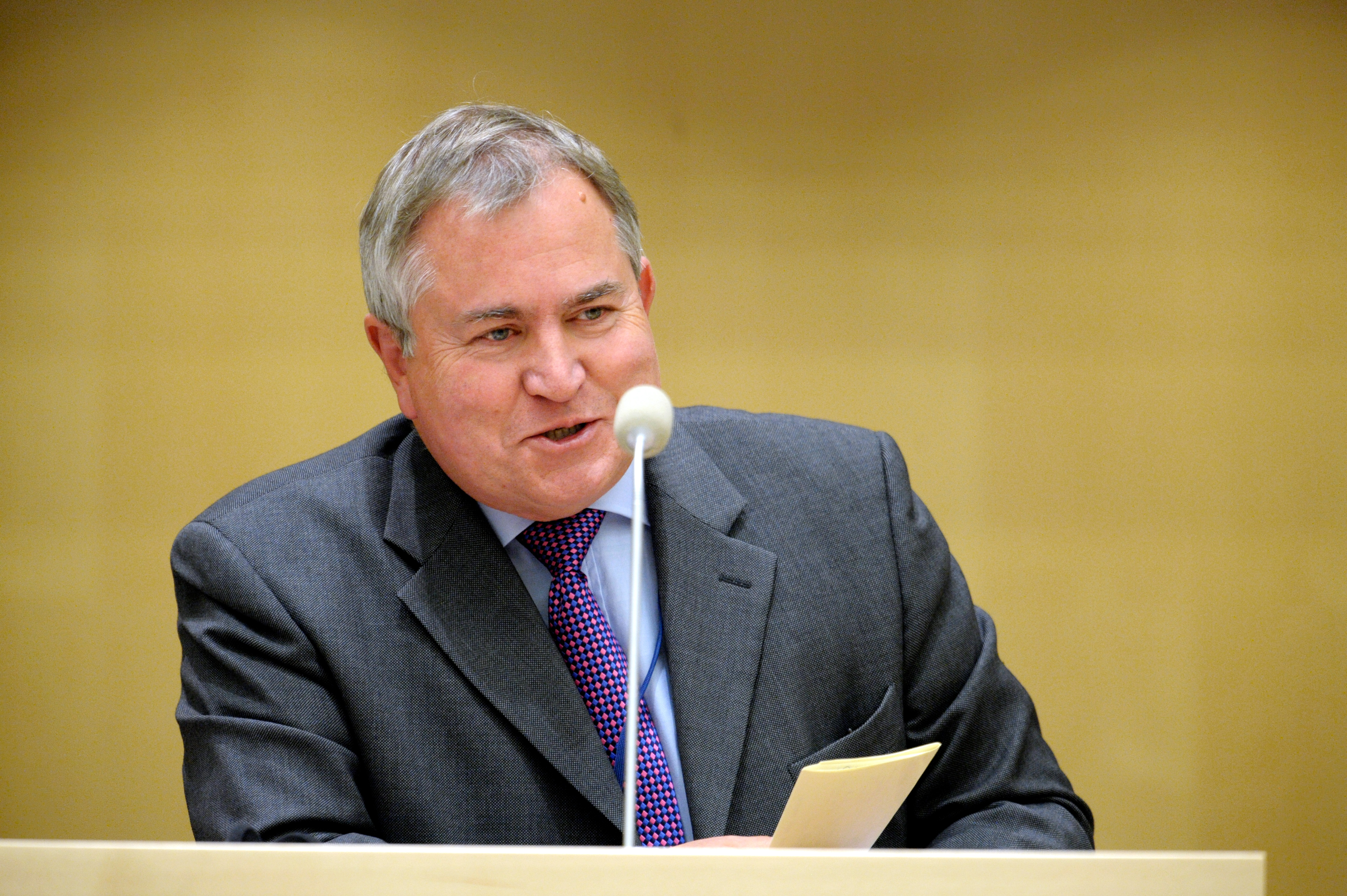
Robert Walter, britischer Abgeordneter (2009)

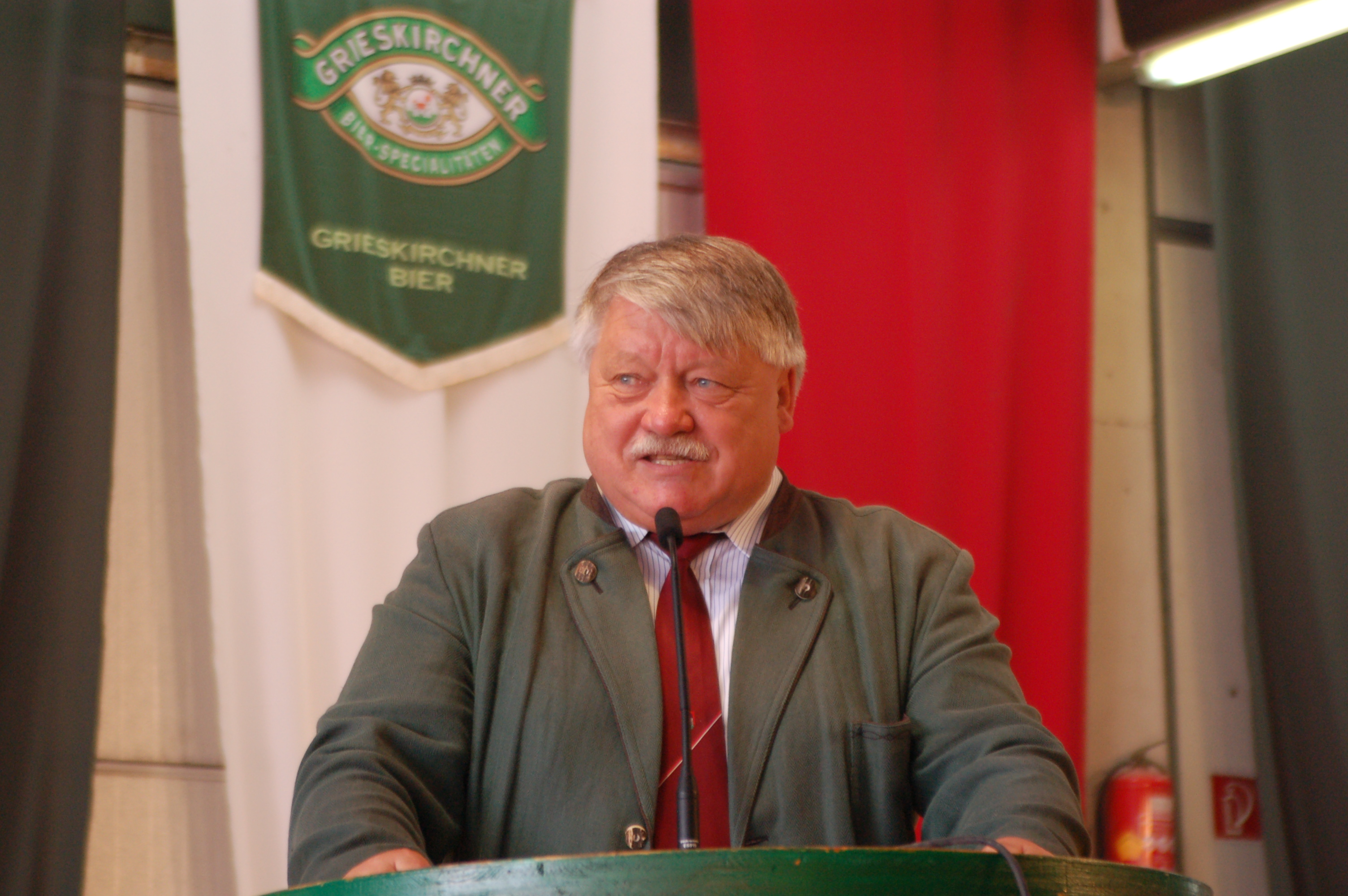
Wolfgang Großruck (2008)

Der Begriff „Kaviar-Diplomatie“ kam im Jahre 2012 auf, als die Europäische Stabilitätsinitiative (ESI) in einem Bericht mit dem Titel „How Azerbaijan silenced the Council of Europe“ (deutsch: Wie Aserbaidschan den Europarat zum Schweigen brachte) öffentlich machte, dass eine Gruppe von 10 bis 12 „Freunden Aserbaidschans“ in der Parlamentarischen Versammlung des Europarates und 3 bis 4 „Freunde“ im Sekretariat viermal im Jahr mindestens ein halbes Kilogramm schwarzen Kaviar zum Kilopreis von über 1300 Euro erhielten. Seit Aserbaidschans Eintritt in den Europarat wurden hiernach jedes Jahr 30 bis 40 EU-Abgeordnete nach Aserbaidschan eingeladen und erhielten teure Gastgeschenke wie Kaviar, Seidenteppiche, Gold, Silber und hohe Geldbeträge. Berichtet wurde von einem Lobby-Netzwerk um den italienischen Abgeordneten Luca Volontè, über den Aserbaidschan Parlamentarier des Europarates gekauft hatte.
Zu den wichtigsten Unterstützern Aserbaidschans gehörten häufige Besucher Bakus wie der britische Liberaldemokrat Michael Hancock und die frühere estnische Außenministerin Kristiina Ojuland, die Aserbaidschan bescheinigte, keine ernsthaften Probleme mit der Demokratie zu haben. Als weitere „Freunde Aserbaidschans“ nannte ESI den Belgier Paul Wille, den Deutschen Eduard Lintner, den Präsidenten der Parlamentarischen Versammlung des Europarates und späteren türkischen Außenminister Mevlüt Çavuşoğlu, den britischen Politiker Robert Walter und mehrere russische Abgeordnete. In Deutschland waren in die so genannte Aserbaidschan-Affäre zahlreiche Politiker insbesondere der CDU und CSU verwickelt, unter ihnen neben Lintner auch Karin Strenz.

## Präsidentschaftswahl in Aserbaidschan 2008
Bei der Präsidentschaftswahl in Aserbaidschan 2008 nahmen zahlreiche offen regimefreundliche, pro-aserbaidschanische Wahlbeobachter der Parlamentarischen Versammlung des Europarates teil. Der von Andres Herkel vorbereitete Entwurf für eine Erklärung zu der Wahl stieß wegen einzelner kritischer Anmerkungen auf Ablehnung der pro-aserbaidschanischen Abgeordneten Michael Hancock, Eduard Lintner und Paul Wille. Auch wurde das Referendum in Aserbaidschan, durch das die Begrenzung der Amtszeiten für İlham Əliyev aufgehoben wurde, von den vier Abgeordneten der Parlamentarischen Versammlung des Europarates Eduard Lintner, Paul Wille, Hakkı Keskin und Pedro Agramunt als „Fortschritt für die Demokratie“ gefeiert.

## Parlamentswahl in Aserbaidschan 2010
Laut dem ESI bestand außerhalb des Europarates selbst bei Unterstützern Aserbaidschans Einigkeit darin, dass es sich um einen zumindest halb autoritären Staat handele. An der Parlamentswahl in Aserbaidschan 2010, bei der keine Oppositionsparteien ins aserbaidschanische Parlament gewählt wurden, nahmen neben Abgeordneten der Parlamentarischen Versammlung des Europarates auch Wahlbeobachter vom Büro für demokratische Institutionen und Menschenrechte der OSZE an den Parlamentswahlen 2010 teil. Bei den Treffen der europäischen Wahlbeobachter, an denen die Europarats-Abgeordneten Paul Wille und der Pole Tadeusz Iwinski teilnahmen, verwies die Leiterin der OSZE-Beobachtergruppe, die Britin Audrey Glover, auf zahlreiche Menschenrechtsverletzungen, die von den Europarats-Abgeordneten ignoriert worden waren. Dennoch wurde im von Paul Wille vorgestellten vorläufigen Bericht der Wahlbeobachter des Europarats festgestellt, dass die Wahlen „internationalen Standards“ entsprachen und transparent und effizient organisiert waren. Die OSZE-Beobachter stellten dagegen zahlreiche Verstöße fest und bezeichneten die Wahlen als von allen bisher beobachteten als die schwerwiegendsten gefälschten. Der österreichische Europarats-Abgeordnete Wolfgang Großruck bezeichnete nach seiner Rückkehr aus Baku Audrey Glover als „unzuverlässig“, „unprofessionell“ und warf ihr vor, Europarats-Abgeordnete nicht gegen Vorwürfe der Bestechlichkeit zu verteidigen. Der Bericht über die Wahlen von den Menschenrechtlern der OSZE vom Januar 2011 fiel sehr kritisch aus. Paul Wille bezeichnete die Wahlen dagegen im aserbaidschanischen Fernsehen als demokratisch und erklärte, von keinen Verstößen zu wissen. Dies stieß bei den Menschenrechtlern der OSZE auf scharfe Kritik. Laut ESI konnte dies nur durch „Kaviar-Diplomatie“ erklärt werden.

## Januar 2013 – Ablehnung einer Resolution des Europarats zu politischen Gefangenen in Aserbaidschan

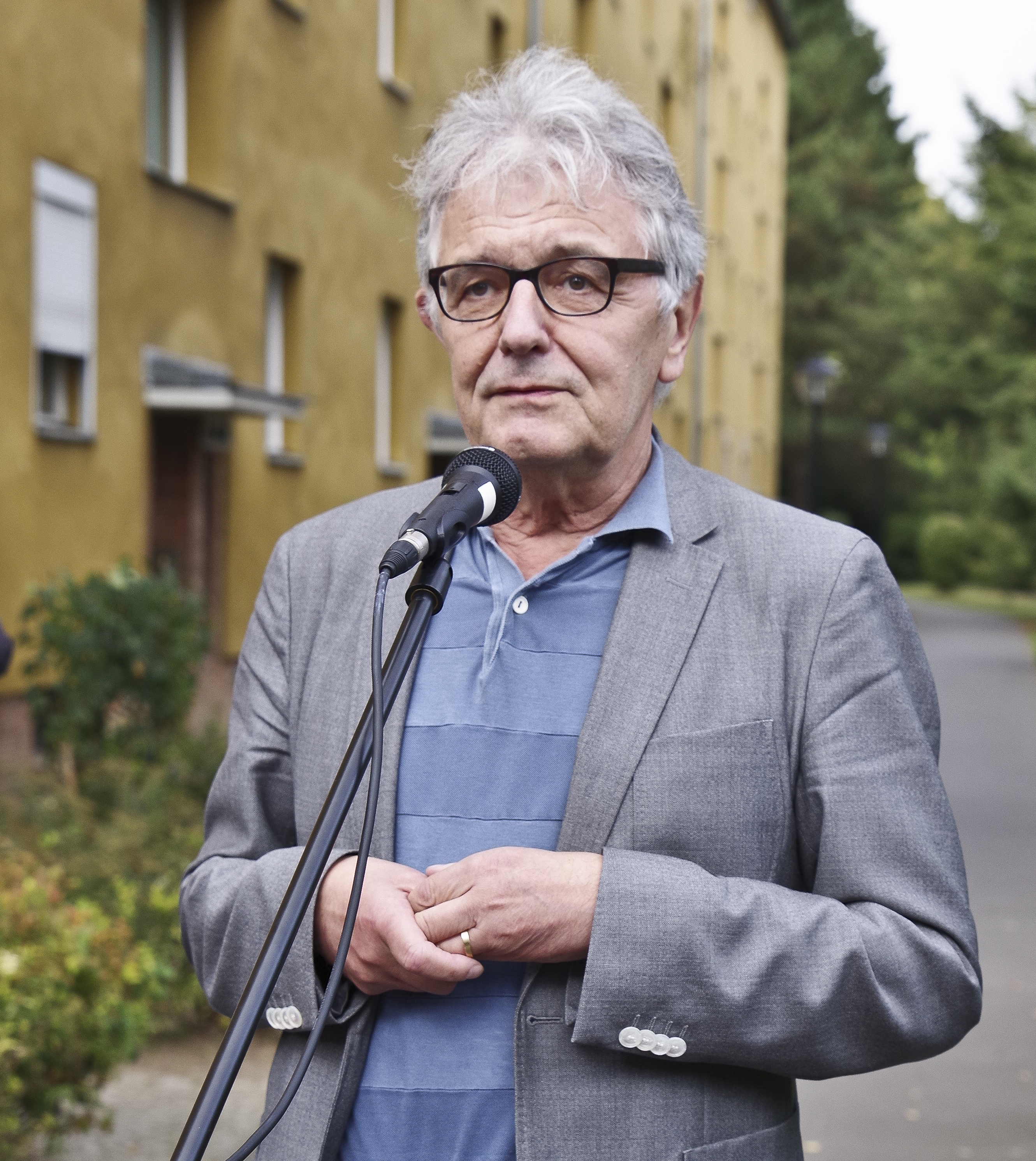
Christoph Strässer (2016)

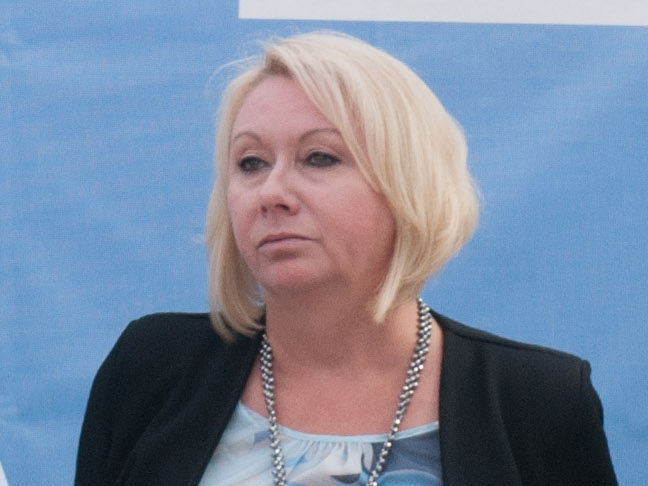
Karin Strenz (2016)

Der SPD-Abgeordnete Christoph Strässer hatte seit 2009 den Auftrag der Parlamentarischen Versammlung des Europarats, über die Situation der politischen Gefangenen in Aserbaidschan einen Bericht zu erstellen. Bei dieser Arbeit stieß er jedoch auf Schwierigkeiten, da er viele Jahre lang vom Regime in Baku kein Einreisevisum für Aserbaidschan erhielt, obwohl die Mitgliedstaaten des Europarats dazu verpflichtet sind, Berichterstatter der Parlamentarischen Versammlung ins Land zu lassen. 2013 war Strässers Bericht fertig und wurde der Parlamentarischen Versammlung in Straßburg zur Abstimmung über eine Resolution vorgelegt, welche die Menschenrechtssituation in Aserbaidschan verurteilen sollte. Baku bezeichnete das Dokument als wertlos, da Strässer nicht in Aserbaidschan gewesen sei, und dieser Vorwurf wurde von Abgeordneten in der Parlamentarischen Versammlung übernommen. Am 23. Januar 2013 kamen laut Frankfurter Allgemeine Sonntagszeitung so viele Abgeordnete zur Abstimmung wie nie zuvor. Während 79 Abgeordnete für die Resolution stimmten, wurde sie von 125 Abgeordneten abgelehnt. Von den deutschen Abgeordneten stimmte allerdings nur Karin Strenz (CDU), Freundin Aserbaidschans, gegen die Resolution. Nach der Abstimmung brach unter den aserbaidschanischen Vertretern Jubel aus, laut Augenzeugen wie nach einem gewonnenen Fußball-Finale. Voller Freude erklärte ihr Vorsitzender: „Strässer muss akzeptieren, dass der Europarat Aserbaidschan gehört und nicht ihm.“ Die Süddeutsche Zeitung wertet dies als „größten politischen Erfolg Aserbaidschans“ durch seine Kaviar-Diplomatie. Christoph Sträßer sagte gegenüber der Zeitung: „Gegen meinen kritischen Bericht ist massiv geschossen worden“. Aus an die Öffentlichkeit gelangter E-Mail-Korrespondenz zwischen Luca Volontè und zwei Abgeordneten aus Aserbaidschan konnte geschlossen werden, dass Volontè mit seinen Geldern aus Aserbaidschan die Verhinderung der Resolution organisiert hatte. Sein Geld kam von Konten britischer Firmen bei der Dänischen Bank (Danske Bank) in Estland, über die auch Eduard Lintner Zahlungen bezogen hatte. Die Frankfurter Allgemeine Zeitung bezeichnete diese Abstimmung später als „das Meisterstück, für das Volontè später belohnt wurde“. Christoph Strässer sprach von „schwarzen Tag für den Europarat“ und erklärte in Straßburg noch am selben Tag: „Es stellt sich die Frage, welche Zukunft diese Organisation noch hat.“ Seine dortige Pressekonferenz fand jedoch kaum Widerhall. Bereits in den vier Jahren zuvor war Strässer im Europarat mit seinen Recherchen über politische Unterdrückung auf massive Ablehnung gestoßen. Während ihm bei drei Versuchen die Einreise nach Aserbaidschan verweigert wurde, attackierten ihn auch europäische Politiker, unter ihnen der damalige Linken-Abgeordnete Hakkı Keskin, der sich schriftlich bei ihm über seine regimekritische Arbeit beschwerte. Nach der für Aserbaidschan erfolgreichen Abstimmung verschärfte sich die Situation für Oppositionelle im Land. Amnesty International bezeichnete Aserbaidschan als das Land des Europarates mit den meisten politischen Gefangenen. Zu den in den folgenden Monaten bis 2014 verhafteten und verurteilten Personen gehörten Tofiq Yagublu (fünf Jahre Freiheitsstrafe), Yadigar Sadygov (sechs Jahre), Avaz Zeynalli (neun Jahre), Rashad Ramazanov, Sardar Alibeyli, Rashad Hasanov und Uzeyir Mammadli.

## Präsidentschaftswahl in Aserbaidschan 2013

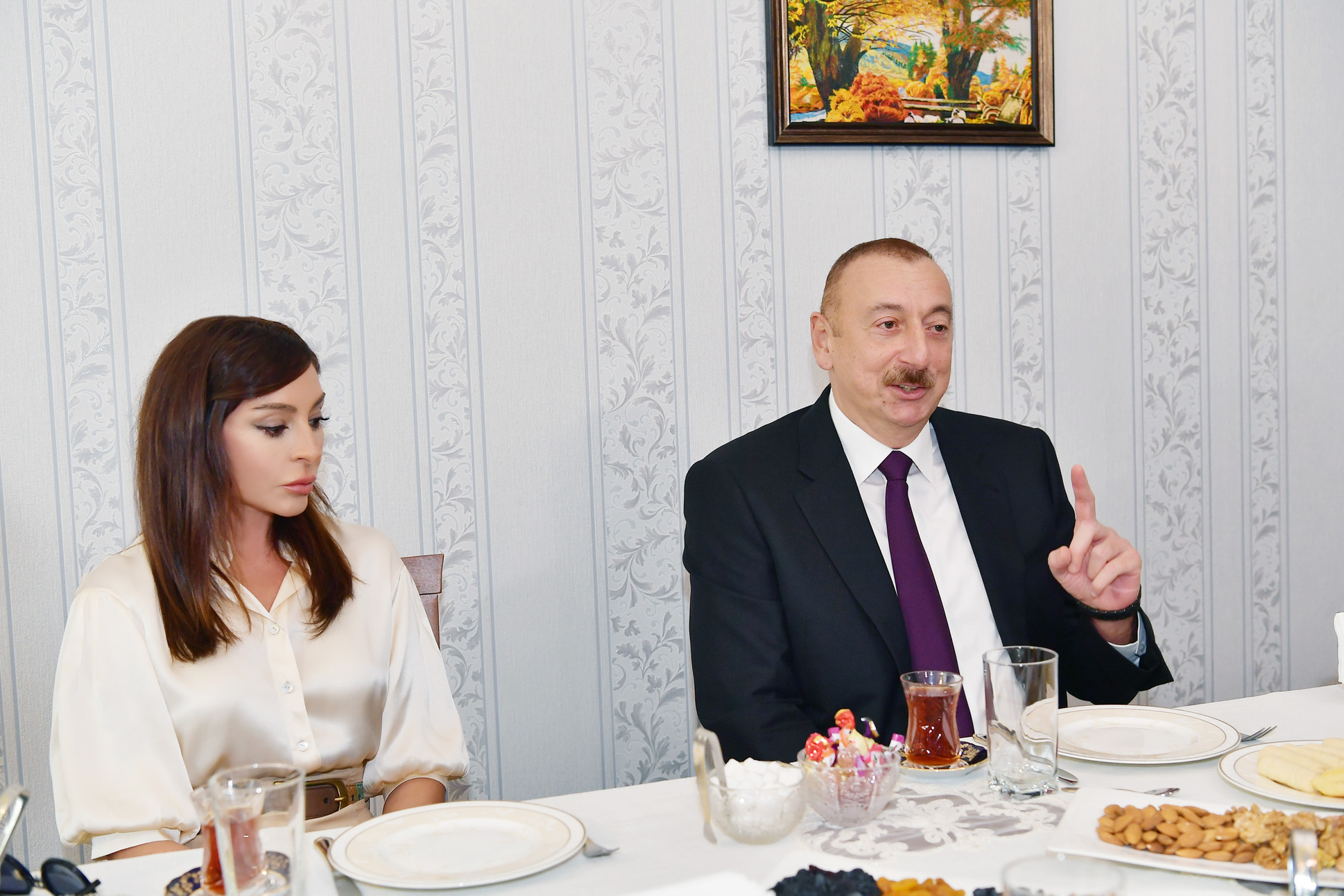
İlham Əliyev, Präsident Aserbaidschans, und seine Ehefrau, die Vizepräsidentin Mehriban Əliyeva (2019)

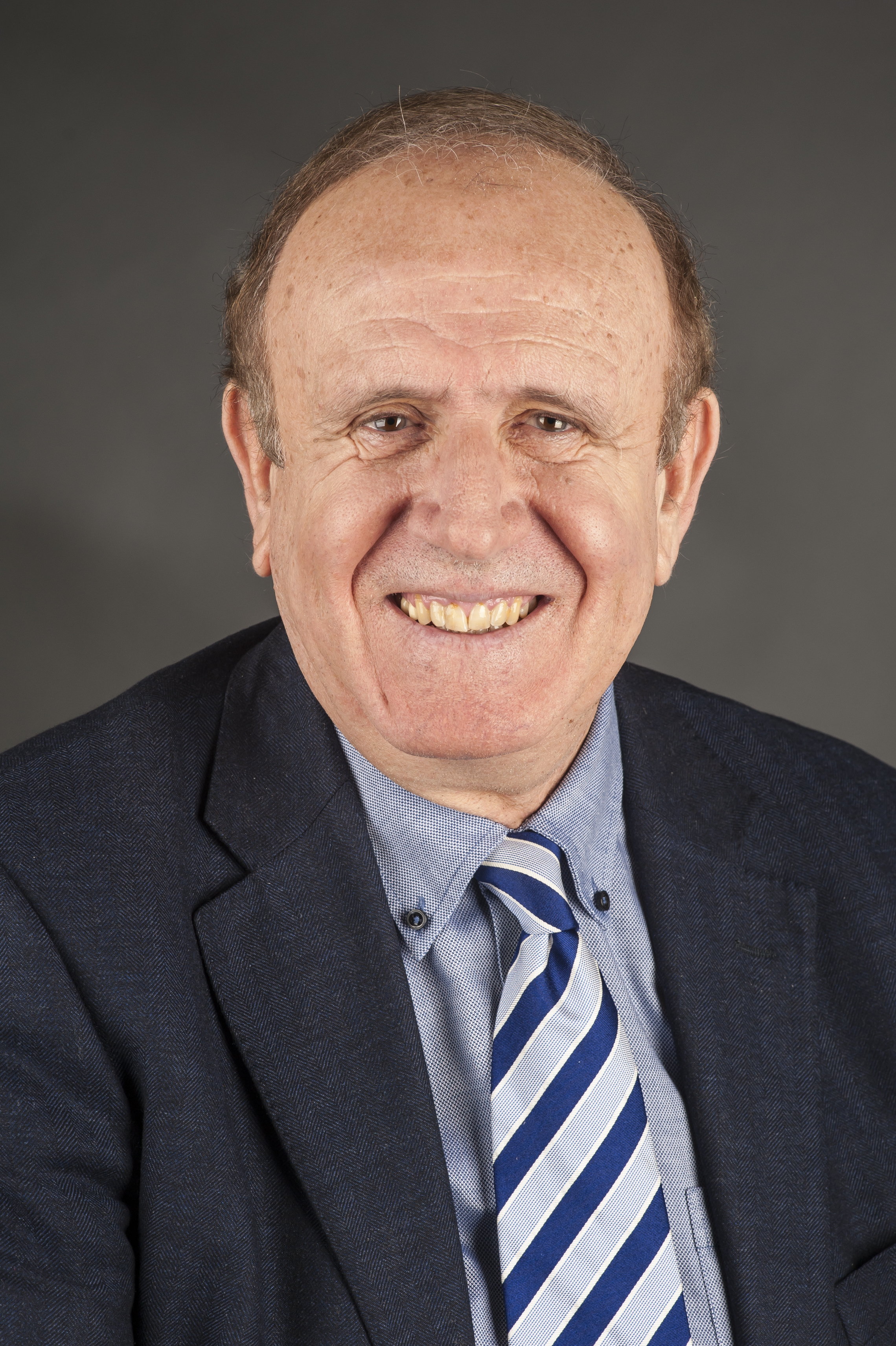
Pino Arlacchi (2014)

Am 9. Oktober 2013 wurde İlham Əliyev bei der Präsidentschaftswahl in Aserbaidschan 2013 zum dritten Mal zum Präsidenten gewählt. Wahlbeobachter der OSZE unter Leitung der italienischen Politikerin Tana de Zulueta sprachen von Einschränkungen der Redefreiheit bei den Wahlen, während Vertreter des EU-Parlaments, geleitet von Pino Arlacchi, „freie und faire“ Wahlen bestätigten. Das EU-Parlament und die Parlamentarische Versammlung des Europarats lobten in einer gemeinsamen Erklärung diese Wahl, ebenso aber auch eine Beobachtergruppe des US-Repräsentantenhauses. Die Uneinigkeiten in dieser Beurteilung führten zu einem Skandal. Am 11. Oktober 2013 zitierten die EU-Vertreter Catherine Ashton und EU-Kommissionsmitglied Štefan Füle in Widerspruch zum Bericht der EU-Parlamentarier aus dem Bericht der Menschenrechtler der OSZE. Im Ausschuss für Außenbeziehungen der EU wurde der Bericht von Arlacchi diskutiert, wobei Vertreter der Grünen diesen Bericht verurteilten und erklärten, dass er das Europäische Parlament diskreditiere. Der Fraktionsvorsitzende der Sozialdemokraten in der EU bezeichnete den Bericht der Parlamentarischen Versammlung des Europarats als völlig unzuverlässig. Später stellte sich heraus, dass mehrere EU-Vertreter inoffiziell auf aserbaidschanische Rechnung nach Aserbaidschan reisten, was von Politico als „Dummheit oder Korruption“ und als „Wahlen-Tourismus“ bezeichnet wurde.
Das Außenministerium der Vereinigten Staaten distanzierte sich von den Wahlbeobachtern des Repräsentantenhauses und erklärte, die Wahlen entsprächen keinen internationalen Standards, wobei es seine Zustimmung zur Einschätzung der OSZE-Wahlbeobachter ausdrückte.

## Resolution über politische Gefangene in Aserbaidschan 2015

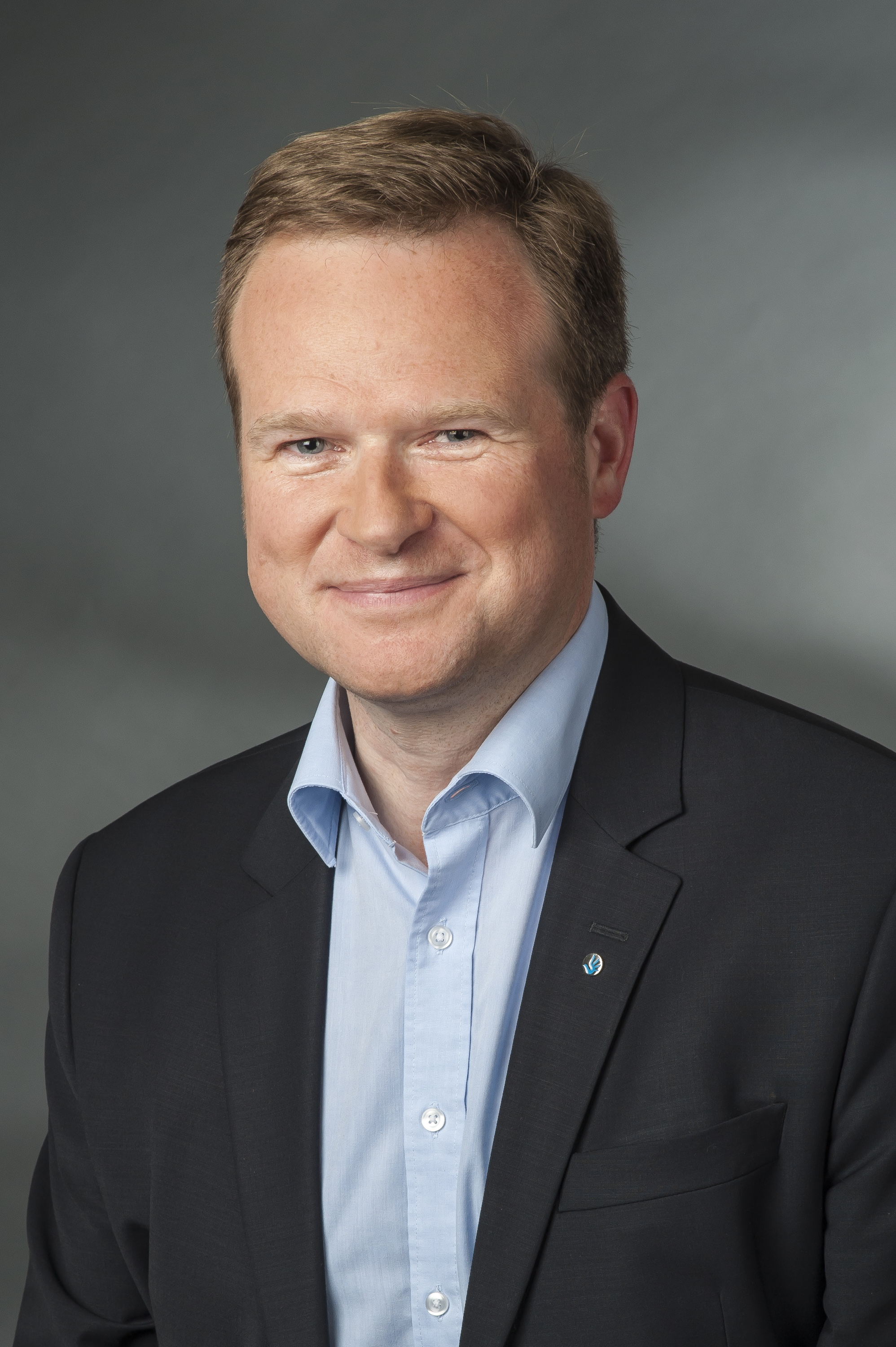
Frank Schwabe (2014)

2015 wurde im EU-Parlament eine Resolution über politische Gefangene diskutiert, deren von pro-aserbaidschanischen Abgeordneten formulierter Entwurf keine Kritik am Regime enthielt. Schließlich wurde eine Resolution beschlossen, in der Aserbaidschan dazu aufgefordert wird, die Verfolgung von Menschenrechtlern einzustellen, sein Gesetz zu Nichtregierungsorganisationen zu ändern und den Druck auf Journalisten zu beenden, wobei auch Sanktionen angedroht wurden. Nach Einschätzung des SPD-Abgeordneten Frank Schwabe war dies ein „Wendepunkt“ für die Kaviar-Diplomatie Aserbaidschans.
Am 10. September 2015 beschloss das EU-Parlament eine Resolution, in der Aserbaidschan für „noch nie dagewesene Repression“ verurteilt wurde. Die europäischen Behörden wurden dazu aufgerufen, eine gründliche Untersuchung der Korruptionsvorwürfe gegen İlham Əliyev und seine Familie vorzunehmen und Sanktionen gegen beteiligte Personen in Erwägung zu ziehen.

## Juristische und politische Aufarbeitung der Vorgänge im Europarat
Im Juni 2016 nahm die Staatsanwaltschaft Mailand Ermittlungen wegen Korruption und Geldwäsche gegen Luca Volontè auf, den ehemaligen Fraktionschef der Europäischen Volkspartei in der Parlamentarischen Versammlung des Europarats. Laut Staatsanwaltschaft hatte Volontè 2,39 Millionen Euro für die Unterstützung Aserbaidschans erhalten. Laut dem zweiten ESI-Bericht („Kaviar-Diplomatie, Teil 2“) vom Dezember 2016 stimmte Volontè zu, bei der Aufklärung mitzuhelfen, und nannte zahlreiche europäische Politiker, die für Aserbaidschan Lobbyarbeit leisteten. Bei den Befragungen bestätigte Volontè auch, 2,39 Millionen Euro Schmiergeld für seine Lobbyarbeit für Aserbaidschan erhalten zu haben. Laut ESI ging dieses Geld an italienische und andere europäische Politiker, um Resolutionen des Europarats zu verhindern, in denen Menschenrechtsverletzungen in Aserbaidschan verurteilt wurden. Auch im italienischen Fernsehen bestätigte Volontè den Empfang der 2,39 Millionen Euro, die vom aserbaidschanischen Europarats-Abgeordneten Elxan Süleymanov stammten und über vier britische Unternehmen, laut The Guardian Tarnfirmen, an Volontè weitergeleitet wurden.
Die Mailänder Staatsanwaltschaft klagte Volontè wegen Geldwäsche und Bestechlichkeit an. Das Mailänder Gericht zog den zweiten Anklagepunkt in Erwägung, erkannte jedoch Volontès parlamentarische Immunität an. Das Oberste Kassationsgericht Italiens verwies diesen Fall später zurück an das Mailänder Gericht, da die verfassungsmäßig garantierte parlamentarische Immunität zum Schutz der professionellen politischen Arbeit und nicht zur Nutzung der Position zur persönlichen Bereicherung diene.

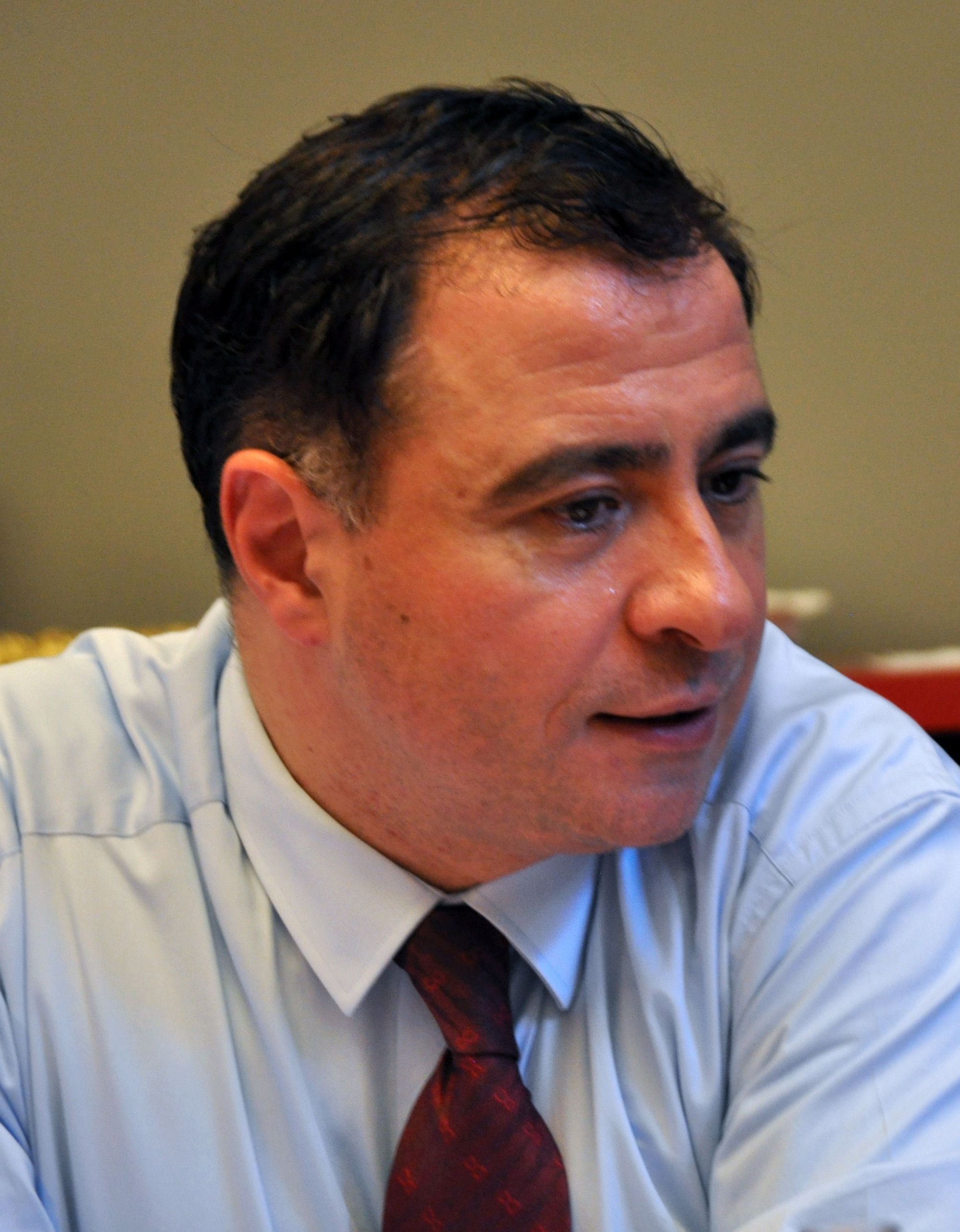
Arif Mammadov

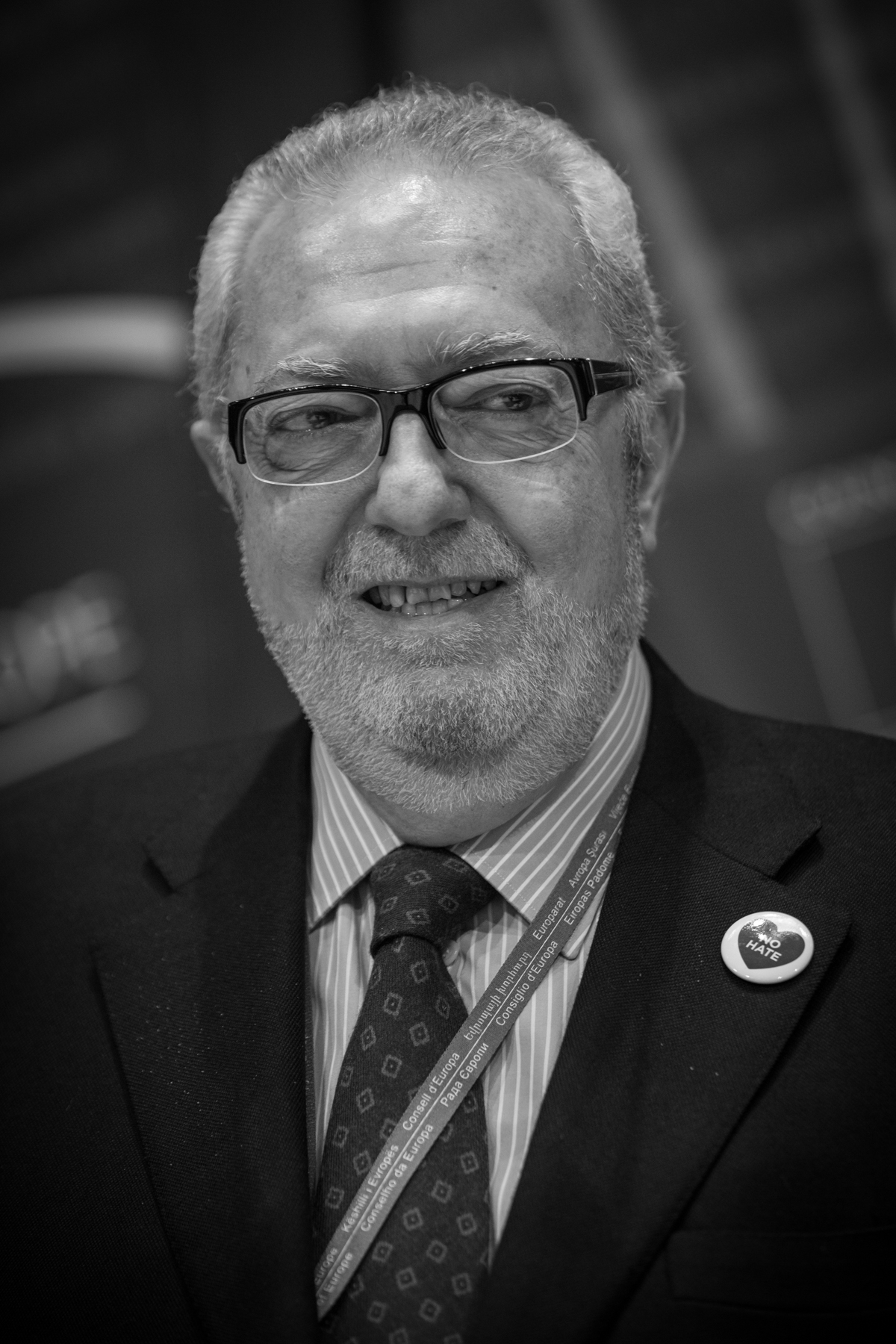
Pedro Agramunt (2016)

Der ehemalige Botschafter Aserbaidschans bei der Europäischen Union Arif Mammadov erklärte gegenüber The Guardian, er habe als Vertreter der aserbaidschanischen Delegation im Europarat 30 Millionen Euro für Lobbyarbeit an europäische Politiker verteilt. Alle Mitglieder der aserbaidschanischen Delegation hätten davon gewusst, ohne dass es irgendwo aufgeschrieben gewesen sei. Das Geld sei dazu bestimmt gewesen, Mitglieder anderer Delegationen und die Parlamentarische Versammlung des Europarats als Ganzes zu bestechen. Mehrere Mitglieder des Versammlung erklärten, sie hätten von den Vorschlägen zur Bestechung der europäischen Abgeordneten gewusst.
Elkhan Suleymanov, aserbaidschanischer Vertreter in der Parlamentarischen Versammlung des Europarats, wurde als „Kurator“ Volontès und anderer europäischer Abgeordneter bezeichnet. Volontè erklärte laut eigenen späteren Erinnerungen gegenüber Suleymanov: „Jedes Ihrer Worte ist mir ein Befehl“. Volontè soll über eine Firma eine Million Euro erhalten haben. Versuche armenischer Abgeordneter, die Diskussion in der Parlamentarischen Versammlung des Europarats anzusprechen, stießen auf scharfen Widerspruch des Präsidenten der Versammlung Pedro Agramunt, der ihnen das Wort entzog und eine Untersuchung verhinderte. Auch dies wurde später als Fall von Kaviar-Diplomatie untersucht und von Claudia von Salzen im Tagesspiegel als der „größte Skandal in der Geschichte des Europarates“ bezeichnet. Nach der Veröffentlichung in den Medien rief Thorbjørn Jagland, Generalsekretär des Europarats, Agramunt dazu auf, unverzüglich eine unabhängige Untersuchungskommission einzusetzen, was von Wojciech Sawicki in konkrete Vorschläge ausgearbeitet wurde, von Agramunt und den Chefs von fünf politischen Gruppen aber zurückgewiesen wurde. Nach einem Besuch Agramunts in Syrien sprach die Parlamentarische Versammlung des Europarats jedoch das Misstrauen aus und entzog ihm das Mandat. Danach wurde im April 2017 eine Kommission zur Untersuchung der Korruptionsvorwürfe eingesetzt. Im April 2018 erschien der Bericht.
Im Zuge weiterer Anhörungen am 25. April 2018, 15. Mai 2018 und 27. Juni 2018 wurden vier Mitgliedern der Parlamentarischen Versammlung des Europarats Rechte entzogen und 14 Mitglieder, denen Bestechlichkeit durch die aserbaidschanische Regierung im Jahre 2013 vorgeworfen wurde, lebenslang aus den Räumlichkeiten des Europarats verwiesen. Im Januar 2021 verurteilte das Mailänder Gericht Luca Volontè zu einer Freiheitsstrafe von vier Jahren wegen Annahme von Bestechungsgeldern von aserbaidschanischen Politikern.

## UNESCO

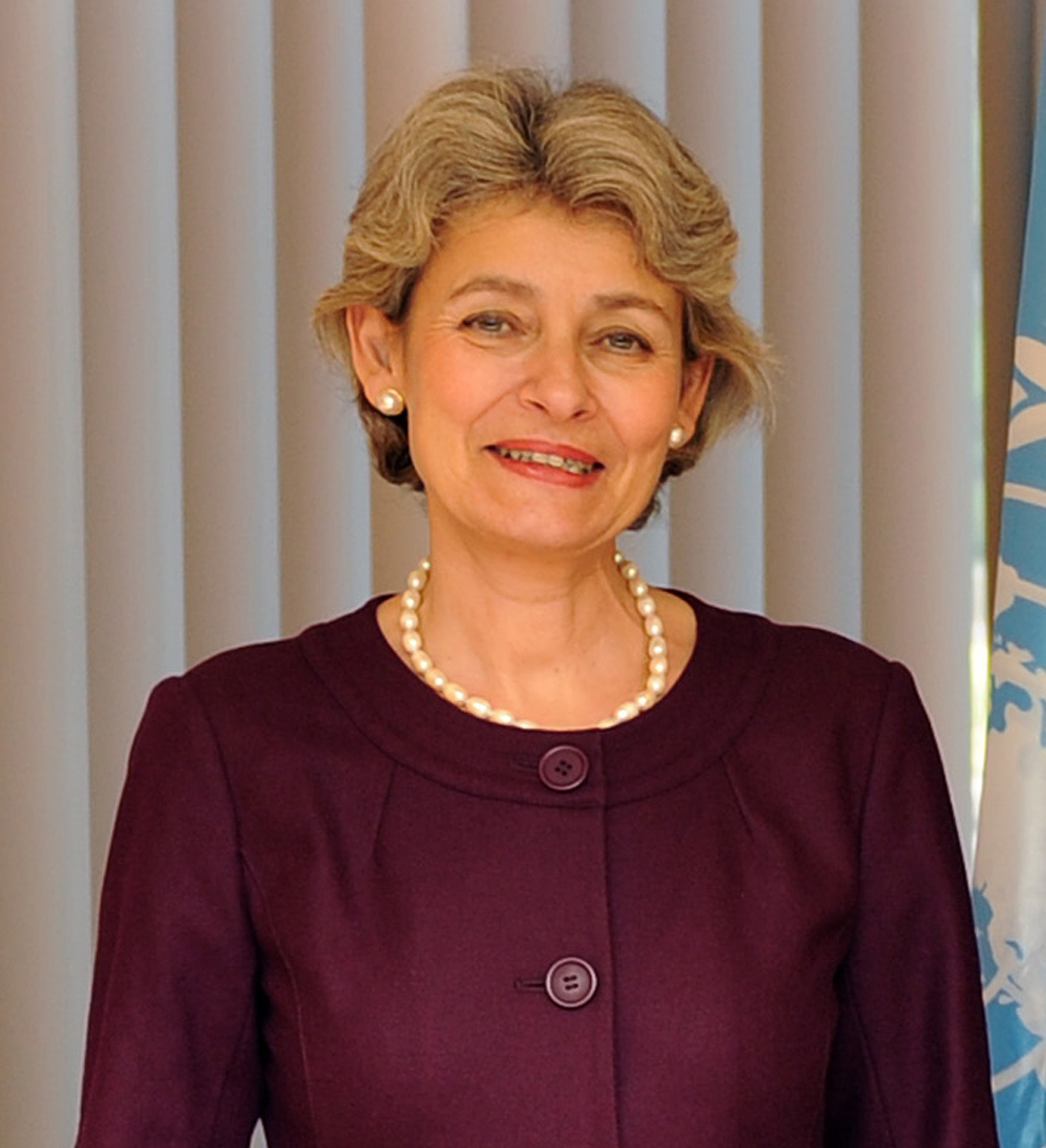
Irina Bokowa (2009)

Etwa 425.000 Euro aus Baku – allein 225.000 in einer der acht Überweisungen am 8. Februar 2013 – erhielt in den Jahren von 2012 bis 2014 der bulgarische Diplomat Kalin Mitrev, der Ehemann der damaligen UNESCO-Generaldirektorin Irina Bokowa, die Baku mehrmals besuchte und die Ehefrau Əliyev, Mehriban Əliyeva, in Paris empfing. Bereits im Jahr 2004 hatte Mehriban Əliyeva von der UNESCO den Titel Botschafterin des guten Willens erhalten. Das Europäische Zentrum für Presse- und Medienfreiheit forderte in einem offenen Brief an die Generaldirektorin Irina Bokowa vom 29. Dezember 2015 die sofortige Entlassung Əliyevas aus diesem Amt. Auch nach dem Krieg um Bergkarabach 2020 war Əliyeva, die sich währenddessen wiederholt für eine militärische Lösung des Konflikts ausgesprochen hatte, weiterhin „UNESCO-Botschafterin des guten Willens“. Opfer eines aserbaidschanischen Raketenangriffs in diesem Krieg, in dem mehrere tausend Menschen den Tod fanden, war unter anderem die armenische Ghasantschezoz-Kathedrale in Schuschi geworden.
Die UNESCO war bereits 2005 dafür kritisiert worden, dass sie bei der Zerstörung des Armenischen Friedhofs in Dschulfa in Nachitschewan 2005 durch das aserbaidschanische Militär trotz Hilferufen völlig tatenlos geblieben war, während sie bei einem vergleichbaren Fall vier Jahre zuvor, nämlich der Zerstörung der Buddha-Statuen von Bamiyan durch die Taliban, heftig reagiert hatte. Der US-amerikanische Kunsthistoriker und Experte für armenisches Kulturerbe in Nachitschewan, Simon Maghakyan, warf führenden UNESCO-Funktionären vor, von den Machthabern Aserbaidschans im Rahmen der „Kaviar-Diplomatie“ bestochen worden zu sein. Präsident İlham Əliyev wiederum bezeichnete 2006 die Existenz des armenischen Friedhofs und seine Zerstörung als „absolut falsch“, „verleumderisch“ und eine „weitere armenische Erfindung“.

## Malta

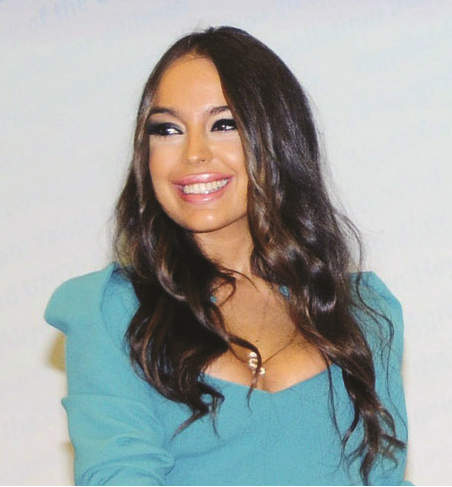
Leyla Əliyeva (2011)

Im April 2017 erschienen in der maltesischen Presse Artikel, laut denen führende Politiker Maltas und die Ehefrau des Premierministers Joseph Muscat mehrere Millionen US-Dollar von einer Bank erhalten hatten, die İlham Əliyevs Tochter Leyla Əliyeva gehört. Laut diesen Recherchen reiste Joseph Muscat 2015 nach Baku, wonach er Europa zu einer objektiven Beurteilung der nach seiner Auffassung positiven Entwicklungen in Aserbaidschan aufforderte.